# 円明大宝
円明大宝（えんめいたいほう。国明大宝とも）は、明代に馬相が自立し建てた私年号。使用年代不詳。